# طويس سرداني
الطويس السرداني (نسبة إلى سردانية) أو الطويس السرديني أو الأغليس السرديني (الاسم العلمي: Aglais ichnusa) (بالإنجليزية: Sardinian Small Tortoiseshell)‏ هو نوع من الحشرات يتبع جنس الطويس من فصيلة الحورائيات.